# Morti il 3 luglio
| Questa pagina contiene informazioni ricavate automaticamente dalle voci biografiche con l'ausilio del template Bio e di un bot. L'aggiornamento è periodico e automatico e ricostruisce completamente la pagina. Se manca una persona in questa lista, sei pregato di non aggiungerla, ma accertati piuttosto che la sua voce biografica contenga il template Bio e che i dati anagrafici siano correttamente compilati. Se il template Bio manca, inseriscilo tu stesso o, in alternativa, metti l'avviso {{tmp\|Bio}} che ne segnala la mancanza. Se i dati riportati sono sbagliati, correggi direttamente la voce biografica; le modifiche saranno visibili in questa lista entro pochi giorni. Per chiarimenti vedi il progetto biografie. La lista contiene solo le 451 persone che sono citate nell'enciclopedia e per le quali è stato implementato correttamente il template Bio. Pagina aggiornata al 9 ago 2025. |

## II secolo a.C.(1)
- 187 a.C. - Antioco III, sovrano

## III secolo(1)
- 283 - Anatolio di Laodicea, vescovo e scrittore greco antico

## V secolo(1)
- 458 - Anatolio di Costantinopoli, arcivescovo e santo bizantino

## VII secolo(1)
- 683 - Papa Leone II, papa, vescovo e santo italiano

## VIII secolo(1)
- 710 - Zhong Zong, imperatore cinese (n. 656)

## X secolo(1)
- 964 - Enrico I di Treviri, arcivescovo tedesco

## XI secolo(2)
- 1049 - Ermanno di Hainaut, nobile fiammingo
- 1090 - Egberto II di Meißen, nobile tedesco

## XII secolo(1)
- 1191 - Albéric Clément, militare francese

## XIII secolo(1)
- 1250 - Guillaume de Sonnac, militare francese

## XIV secolo(5)
- 1312 - Marino Zorzi, politico e diplomatico italiano
- 1327 - Monna Tessa, italiana
- 1348 - Giovanni Colonna, cardinale italiano
- 1349 - Alice Comyn, nobile scozzese (n. 1289)
- 1387 - Giovanna di Navarra, principessa (n. 1326)

## XV secolo(4)
- 1431 - Antonio Panciera, cardinale e umanista italiano
- 1438 - Guido I Aldobrandeschi, conte italiano (n. 1386)
- 1448 - Battista Malatesta, letterata, filosofa e poetessa italiana (n. 1384)
- 1478 - Angelo Capranica, cardinale, arcivescovo cattolico e politico italiano

## XVI secolo(9)
- 1503 - Pierre d'Aubusson, cardinale francese (n. 1423)
- 1510 - Rinaldo Orsini, arcivescovo cattolico italiano
- 1528 - Floriano Ferramola, pittore italiano
- 1541 - Cesare Fregoso, condottiero, letterato e diplomatico italiano
- 1541 - Antonio Rincon, diplomatico spagnolo
- 1570 - Aonio Paleario, umanista italiano (n. 1503)
- 1583 - Francesco I Sforza di Caravaggio, nobile italiano (n. 1550)
- 1598 - Lorenzo Vaiani, pittore italiano (n. 1540)
- 1599 - Chand Bibi, politica e militare indiana (n. 1550)

## XVII secolo(11)
- 1608 - William Barclay, giurista scozzese (n. 1546)
- 1618 - Fillide Melandroni, modella italiana (n. 1581)
- 1630 - Sigismondo Boldoni, scrittore e poeta italiano (n. 1597)
- 1640 - Cavalier d'Arpino, pittore italiano (n. 1568)
- 1642 - Maria de' Medici, regina (n. 1575)
- 1658 - Bartolomeo Avanzini, architetto italiano (n. 1608)
- 1665 - Francesco Costanzo Catanio, pittore italiano (n. 1602)
- 1674 - Ferdinando van den Eynde, I marchese di Castelnuovo, nobile, mercante e collezionista d'arte italiano (n. 1626)
- 1678 - Sertorio Orsato, storico italiano (n. 1617)
- 1679 - Juan Lozano, arcivescovo cattolico spagnolo (n. 1610)
- 1688 - Giovanna Gonzaga, nobildonna italiana (n. 1612)

## XVIII secolo(22)
- 1704 - Sof'ja Alekseevna Romanova, nobile russa (n. 1657)
- 1708 - Francesco Fontana, architetto e ingegnere italiano (n. 1668)
- 1708 - Sipihr Shikoh, principe indiano (n. 1644)
- 1714 - Paolo Amato, architetto italiano (n. 1634)
- 1716 - Philipp Sigmund von Dietrichstein, nobile e politico austriaco (n. 1651)
- 1723 - Lucio della Torre, nobile italiano (n. 1695)
- 1726 - Galeazzo Marescotti, cardinale e arcivescovo cattolico italiano (n. 1627)
- 1726 - Anikita Ivanovič Repnin, generale russo (n. 1668)
- 1734 - Carlo Borromeo Arese, nobile e politico italiano (n. 1657)
- 1736 - Giuseppe Nicola Nasini, pittore italiano (n. 1657)
- 1741 - Elisabetta Teresa di Lorena, regina (n. 1711)
- 1749 - William Jones, matematico gallese (n. 1675)
- 1751 - Louis Denis Lalive de Bellegarde, funzionario francese (n. 1680)
- 1756 - Giovanni Battista Nolli, ingegnere e architetto italiano (n. 1701)
- 1758 - Beltrame Cristiani, politico e diplomatico italiano (n. 1702)
- 1778 - James Hay, XV conte di Erroll, nobile scozzese (n. 1726)
- 1778 - Anna Maria Pertl, austriaca (n. 1720)
- 1788 - François Jacquier, matematico e fisico francese (n. 1711)
- 1789 - Jakob Bernoulli II, matematico svizzero (n. 1759)
- 1792 - Ferdinando di Brunswick-Wolfenbüttel, generale tedesco (n. 1721)
- 1794 - Vinzenz von Orsini-Rosenberg, nobile e politico austriaco (n. 1722)
- 1795 - Henry John Spencer, nobile e diplomatico britannico (n. 1770)

## XIX secolo(53)
- 1806 - Carlo Magini, pittore italiano (n. 1720)
- 1810 - Bernardino Poggi, fantino italiano (n. 1755)
- 1820 - John Lyon-Bowes, X conte di Strathmore e Kinghorne, nobile britannico (n. 1769)
- 1822 - Giuseppe Lattanzi, scrittore, giornalista e poeta italiano (n. 1762)
- 1829 - Teresa Orsini Doria Pamphilj Landi, nobile italiana (n. 1788)
- 1832 - Manuel de Mier y Terán, generale messicano (n. 1789)
- 1834 - Jean-Baptiste Nompère de Champagny, politico e militare francese (n. 1756)
- 1837 - Vincenzo Cardile, presbitero, poeta e letterato italiano (n. 1761)
- 1837 - Francesco Zerilli, pittore italiano (n. 1793)
- 1838 - Mihrimah Sultan, principessa ottomana (n. 1812)
- 1840 - Peter Mikhailovič Kaptzevič, generale russo (n. 1772)
- 1841 - Humphrey Marshall, politico statunitense (n. 1760)
- 1844 - François Bonneville, pittore, designer e incisore francese (n. 1755)
- 1845 - Kenneth Lewis Anderson, politico statunitense (n. 1805)
- 1847 - Quirina Mocenni Magiotti, nobildonna italiana (n. 1781)
- 1849 - Anthony Todd Thomson, medico scozzese (n. 1778)
- 1850 - Louis Bertrand de Sivray, generale francese (n. 1766)
- 1854 - Désiré-Raoul Rochette, archeologo e numismatico francese (n. 1790)
- 1856 - Louise de Guéhéneuc, nobildonna francese (n. 1782)
- 1857 - Anne Stanhope, duchessa di Bedford, nobildonna britannica (n. 1783)
- 1858 - Aleksandr Andreevič Ivanov, pittore russo (n. 1806)
- 1859 - Franz Burdina von Löwenkampf, generale austriaco (n. 1805)
- 1860 - Friedrich Gottlob Schulze, economista tedesco (n. 1795)
- 1863 - Richard Brooke Garnett, generale statunitense (n. 1817)
- 1863 - Piccolo Corvo, politico nativo americano (n. 1810)
- 1863 - Alexander Henry Rhind, antiquario e egittologo britannico (n. 1833)
- 1865 - Takechi Hanpeita, samurai giapponese (n. 1829)
- 1866 - Angelo Bottino, militare italiano (n. 1834)
- 1866 - Ferdinand Poschacher von Poschach, militare austriaco (n. 1819)
- 1867 - Domingo Elías, politico peruviano (n. 1805)
- 1870 - Adolf Holtzmann, filologo e germanista tedesco (n. 1810)
- 1870 - Luigi Marchesani, medico e storico italiano (n. 1802)
- 1870 - Raffaele Pienovi, imprenditore italiano (n. 1779)
- 1871 - Carl August Julius Milde, botanico e medico tedesco (n. 1824)
- 1873 - Giovan Battista Silvestri, architetto e pittore italiano (n. 1796)
- 1874 - Franz Bendel, pianista e compositore tedesco (n. 1833)
- 1875 - Vladimir Ivanovič Barjatinskij, nobile e ufficiale russo (n. 1817)
- 1881 - Achille De Bassini, baritono italiano (n. 1819)
- 1884 - Ludwig von Fischer, avvocato e politico svizzero (n. 1805)
- 1884 - Candelario Obeso, poeta colombiano (n. 1849)
- 1884 - Eugenio Venini, politico italiano (n. 1807)
- 1886 - Virginio Ferrari, clarinettista italiano (n. 1833)
- 1886 - Joanna Hiffernan, modella irlandese (n. 1843)
- 1886 - María Ana Mogas Fontcuberta, religiosa spagnola (n. 1827)
- 1887 - Clay Allison, allevatore e pistolero statunitense (n. 1841)
- 1887 - Carol Szathmari, pittore, litografo e fotografo ungherese (n. 1812)
- 1891 - Stefano Golinelli, compositore e pianista italiano (n. 1818)
- 1891 - Hermann Mosler, teologo, docente e politico tedesco (n. 1838)
- 1891 - Thurston Rostron, calciatore britannico (n. 1863)
- 1892 - Giovanni Flechia, glottologo e indologo italiano (n. 1811)
- 1895 - Leopold e Rudolf Blaschka, artista tedesco (n. 1822)
- 1896 - Livio Benintendi, politico italiano (n. 1814)
- 1899 - Francesco Ghetaldi-Gondola, politico dalmata (n. 1833)

## XX secolo(213)
- 1903 - Harriet Lane, first lady statunitense (n. 1830)
- 1904 - Edouard Beaupré, canadese (n. 1881)
- 1904 - John Bell Hatcher, paleontologo statunitense (n. 1861)
- 1904 - Theodor Herzl, giornalista, attivista e drammaturgo ungherese (n. 1860)
- 1907 - Adrien Faidide, velocista francese (n. 1880)
- 1907 - Norman von Heldreich Farquhar, ammiraglio statunitense (n. 1840)
- 1907 - Charles de Spoelberch de Lovenjoul, scrittore belga (n. 1836)
- 1908 - Joel Chandler Harris, giornalista e scrittore statunitense (n. 1848)
- 1909 - Hermann Johannes Pfannenstiel, ginecologo tedesco (n. 1862)
- 1913 - Vilhelm Valdemar Petersen, architetto danese (n. 1830)
- 1913 - Robert Lendlmayer von Lendenfeld, alpinista, biologo e cartografo austriaco (n. 1858)
- 1915 - Franz Rühl, storico tedesco (n. 1845)
- 1916 - Lorenzo Gandolfo, militare italiano (n. 1878)
- 1916 - Hetty Green, imprenditrice statunitense (n. 1834)
- 1916 - Geremia Lomnyc'kyj, presbitero ucraino (n. 1860)
- 1916 - Ugo Niutta, aviatore e ufficiale italiano (n. 1880)
- 1916 - Arturo Pannilunghi, militare italiano (n. 1876)
- 1916 - Angelo Scatolone, militare italiano (n. 1887)
- 1917 - Albert Dossenbach, militare e aviatore tedesco (n. 1891)
- 1917 - Fabrizio Ruffo, imprenditore e politico italiano (n. 1843)
- 1917 - Zoltán Speidl, mezzofondista, ostacolista e velocista ungherese (n. 1880)
- 1918 - Mehmet V, sultano e califfo ottomano (n. 1844)
- 1918 - Wilhelm Reinhard, aviatore tedesco (n. 1891)
- 1919 - Fred Montague, attore inglese (n. 1864)
- 1919 - Viktor Tausk, psichiatra e psicoanalista slovacco (n. 1879)
- 1920 - William Crawford Gorgas, igienista e generale statunitense (n. 1854)
- 1921 - Stanislao Medolago Albani, politico italiano (n. 1851)
- 1921 - James Mitchel, martellista, discobolo e tiratore di fune statunitense (n. 1864)
- 1922 - Paolo Bernardi, funzionario e politico italiano (n. 1856)
- 1923 - Mattia Forte, compositore italiano (n. 1866)
- 1923 - Conrad Emmanuel Steinbrecht, architetto tedesco (n. 1849)
- 1924 - Franz Boll, filologo classico e grecista tedesco (n. 1867)
- 1924 - Giuseppe Celle, ingegnere, urbanista e architetto italiano (n. 1863)
- 1924 - Camillo De Riso, attore e regista italiano (n. 1854)
- 1925 - Paolina di Waldeck e Pyrmont, principessa (n. 1855)
- 1928 - Luigi Mangiagalli, ginecologo e politico italiano (n. 1850)
- 1928 - Virgilio Mantegazza, schermidore italiano (n. 1889)
- 1928 - Guido Sylva, patriota e scrittore italiano (n. 1844)
- 1928 - Fortunato Vergara di Craco, nobile e politico italiano (n. 1833)
- 1929 - Pascal Dagnan-Bouveret, pittore francese (n. 1852)
- 1929 - Dustin Farnum, attore cinematografico statunitense (n. 1874)
- 1929 - Charles Voight, tennista statunitense (n. 1869)
- 1930 - Hugo Fähndrich, scacchista austriaco (n. 1851)
- 1930 - Carlos Herrera y Luna, politico guatemalteco (n. 1856)
- 1931 - Brinsley Shaw, attore, regista e sceneggiatore statunitense (n. 1876)
- 1932 - Penelope Lawrence, docente britannica (n. 1856)
- 1933 - Hilde Holovsky, pattinatrice artistica su ghiaccio austriaca (n. 1917)
- 1933 - Hipólito Yrigoyen, politico argentino (n. 1852)
- 1934 - Enrico di Meclemburgo-Schwerin, principe (n. 1876)
- 1935 - André Citroën, inventore e imprenditore francese (n. 1878)
- 1935 - Gaston Moch, scrittore e esperantista francese (n. 1859)
- 1936 - Eugène Decisy, pittore e incisore francese (n. 1866)
- 1936 - Stefan Lux, giornalista, poeta e regista slovacco (n. 1888)
- 1937 - Antonietta Meo, italiana (n. 1930)
- 1937 - Giovanni Enrico Vidali, attore e regista italiano (n. 1869)
- 1939 - Hubert Gad, calciatore polacco (n. 1914)
- 1940 - Carl Einstein, storico dell'arte, scrittore e critico d'arte tedesco (n. 1885)
- 1940 - Gino Nais, militare e aviatore italiano (n. 1910)
- 1940 - Leonhard Seiderer, allenatore di calcio e calciatore tedesco (n. 1895)
- 1940 - Detlof von Winterfeldt, militare e diplomatico tedesco (n. 1867)
- 1941 - Friedrich Akel, politico, fisico e diplomatico estone (n. 1871)
- 1942 - Louis Franchet d'Espèrey, generale francese (n. 1856)
- 1943 - Walter Thijssen, canottiere olandese (n. 1877)
- 1944 - Antonio Bietolini, partigiano italiano (n. 1900)
- 1946 - Edoardo Bianchi, imprenditore e inventore italiano (n. 1865)
- 1952 - Matteo Roux, generale italiano (n. 1881)
- 1953 - Manoel Pitanga, allenatore di pallacanestro brasiliano (n. 1908)
- 1953 - Gaston Rebry, ciclista su strada belga (n. 1905)
- 1953 - Irving Reis, regista, sceneggiatore e direttore della fotografia statunitense (n. 1906)
- 1954 - Siegfried Handloser, medico e militare tedesco (n. 1885)
- 1954 - Reginald Marsh, pittore statunitense (n. 1898)
- 1955 - Omero Franceschi, politico italiano (n. 1873)
- 1955 - Aleksandr Emel'janovič Volinin, ballerino russo (n. 1882)
- 1956 - Francesco Nannetti, carabiniere italiano (n. 1926)
- 1957 - Alberto Mario Bedarida, matematico italiano (n. 1890)
- 1957 - Ruggero Dondé, scultore italiano (n. 1878)
- 1957 - Rosina Ferrario, aviatrice italiana (n. 1888)
- 1957 - Frederick Lindemann, fisico britannico (n. 1886)
- 1957 - Piero Massoni, aviatore e militare italiano (n. 1896)
- 1957 - Judy Tyler, attrice e ballerina statunitense (n. 1932)
- 1958 - Maurice Bardonneau, ciclista su strada e pistard francese (n. 1885)
- 1959 - Johan Bojer, scrittore norvegese (n. 1872)
- 1960 - Noël Bas, ginnasta francese (n. 1877)
- 1960 - Ernesto Battaglini, magistrato italiano (n. 1887)
- 1960 - Alberto Carlo Blanc, paleontologo e geologo italiano (n. 1906)
- 1960 - Erwin Jaenecke, generale tedesco (n. 1890)
- 1961 - Giacomo Strizzi, poeta italiano (n. 1888)
- 1961 - Georg Heinrich Thiessen, astronomo tedesco (n. 1914)
- 1961 - Filippo Zappi, militare, esploratore e diplomatico italiano (n. 1896)
- 1962 - Walter von Allwoerden, attore tedesco (n. 1890)
- 1964 - Gertrud Bing, storica dell'arte tedesca (n. 1892)
- 1965 - Anton Jasusch, pittore slovacco (n. 1882)
- 1965 - Clarence Loomis, compositore, pianista e insegnante statunitense (n. 1889)
- 1965 - Serafino Orlini, politico e avvocato italiano (n. 1892)
- 1965 - Attilio Rapisarda, attore teatrale e attore italiano (n. 1882)
- 1966 - André Gailhard, compositore francese (n. 1885)
- 1966 - Antonio Pecoraro, organista e compositore italiano (n. 1876)
- 1966 - Deems Taylor, compositore e critico musicale statunitense (n. 1885)
- 1967 - Hans Fischböck, banchiere e politico austriaco (n. 1895)
- 1967 - Rasmus Hansen, ginnasta danese (n. 1885)
- 1969 - Milutin Borisavljević, architetto serbo (n. 1889)
- 1969 - Brian Jones, polistrumentista britannico (n. 1942)
- 1969 - Lucienne Nahmias, modella francese (n. 1911)
- 1970 - Ezio Borgo, calciatore italiano (n. 1907)
- 1970 - Ferdinando Danesi, poliziotto italiano (n. 1927)
- 1970 - Van Cleave, compositore statunitense (n. 1910)
- 1971 - Salaad Gabeyre Kediye, rivoluzionario, politico e generale somalo (n. 1933)
- 1971 - Jim Morrison, cantautore e poeta statunitense (n. 1943)
- 1972 - Vittorio Mascheroni, musicista e compositore italiano (n. 1895)
- 1972 - Mississippi Fred McDowell, cantante e chitarrista statunitense (n. 1904)
- 1972 - Hal Walker, regista statunitense (n. 1896)
- 1973 - Karel Ančerl, direttore d'orchestra e superstite dell'Olocausto ceco (n. 1908)
- 1973 - Bruno Barbieri, calciatore e allenatore di calcio italiano (n. 1918)
- 1973 - Manuel Golmayo de la Torriente, scacchista spagnolo (n. 1883)
- 1973 - Laurens Hammond, ingegnere, progettista e inventore statunitense (n. 1895)
- 1973 - Wally Westmore, truccatore statunitense (n. 1906)
- 1974 - Marcel Desrousseaux, allenatore di calcio e calciatore francese (n. 1907)
- 1974 - Alf Johansen, calciatore norvegese (n. 1903)
- 1974 - Sergej Alekseevič Lebedev, ingegnere sovietico (n. 1902)
- 1974 - John Crowe Ransom, poeta statunitense (n. 1888)
- 1974 - José Vidal, calciatore uruguaiano (n. 1896)
- 1975 - Francesco Ferlaino, magistrato italiano (n. 1914)
- 1975 - Arne Halse, giavellottista e pesista norvegese (n. 1887)
- 1975 - Nobuaki Maeda, giocatore di go giapponese (n. 1907)
- 1975 - Giovanni Penzi, calciatore italiano (n. 1902)
- 1976 - Revol Samojlovič Bunin, compositore russo (n. 1924)
- 1976 - Alexander Lernet-Holenia, scrittore, drammaturgo e traduttore austriaco (n. 1897)
- 1977 - Gertrude Abercrombie, pittrice statunitense (n. 1909)
- 1977 - Giuseppe Bartolo, storico e politico italiano (n. 1912)
- 1977 - Bruno Petracca, pugile italiano (n. 1906)
- 1978 - Gustave Crabbe, cestista belga (n. 1914)
- 1978 - James Daly, attore statunitense (n. 1918)
- 1978 - Galliano Mazzon, pittore italiano (n. 1896)
- 1978 - Michela Schiff Giorgini, egittologa e attrice italiana (n. 1923)
- 1979 - Nicola De Pirro, dirigente pubblico e giornalista italiano (n. 1898)
- 1979 - Louis Durey, compositore francese (n. 1888)
- 1979 - François Kollar, fotografo francese (n. 1904)
- 1979 - Alfredo Menichelli, attore teatrale e attore cinematografico italiano (n. 1900)
- 1980 - Deng Hua, politico e generale cinese (n. 1910)
- 1980 - Carlo Montrasio, calciatore italiano (n. 1907)
- 1981 - László Horváth, calciatore ungherese (n. 1901)
- 1981 - Kirill Petrovič Kondrašin, direttore d'orchestra russo (n. 1914)
- 1981 - Ross Martin, attore polacco (n. 1920)
- 1981 - Vasilij Sokolov, allenatore di calcio e calciatore sovietico (n. 1912)
- 1982 - Olga Amati, ballerina italiana (n. 1924)
- 1982 - Annibale Bugnini, arcivescovo cattolico italiano (n. 1912)
- 1982 - John Joe Flood, calciatore irlandese (n. 1899)
- 1982 - Vittorio Mosele, calciatore e allenatore di calcio italiano (n. 1912)
- 1982 - Ján Čajak il giovane, scrittore e giornalista slovacco (n. 1897)
- 1983 - Martha Lorber, attrice statunitense (n. 1900)
- 1983 - Leonardo Santini, medico e farmacologo italiano (n. 1904)
- 1984 - Ernesto Mascheroni, calciatore uruguaiano (n. 1907)
- 1984 - Rudolf Pribiš, scultore slovacco (n. 1913)
- 1984 - Raoul Salan, generale francese (n. 1899)
- 1985 - Nelson Leigh, attore statunitense (n. 1905)
- 1985 - Curzio Massart, anatomista italiano (n. 1907)
- 1985 - Wawrzyniec Staliński, calciatore polacco (n. 1899)
- 1985 - Erik Ågren, pugile svedese (n. 1916)
- 1986 - Bill McCahan, giocatore di baseball e cestista statunitense (n. 1921)
- 1986 - Curley Russell, contrabbassista statunitense (n. 1917)
- 1986 - Rudy Vallée, attore, cantante e musicista statunitense (n. 1901)
- 1987 - Viola Dana, attrice statunitense (n. 1897)
- 1987 - Vittorio Ronchi, agronomo italiano (n. 1892)
- 1988 - Ugo Manunta, giornalista e politico italiano (n. 1902)
- 1988 - Brooks McCloskey, attore statunitense (n. 1907)
- 1988 - Fritz Wiessner, alpinista e chimico tedesco (n. 1900)
- 1989 - Jim Backus, attore statunitense (n. 1913)
- 1990 - Armand Apell, pugile francese (n. 1905)
- 1991 - Ada Buffulini, antifascista italiana (n. 1912)
- 1991 - Ferdinand Denzler, pallanuotista svizzero (n. 1909)
- 1991 - Doro Levi, archeologo e storico dell'arte italiano (n. 1898)
- 1991 - Domingo Tarasconi, calciatore argentino (n. 1903)
- 1991 - Jimmy Van Alen, dirigente sportivo statunitense (n. 1902)
- 1992 - Ljudmila Celikovskaja, attrice sovietica (n. 1919)
- 1992 - Maurice Le Lannou, geografo francese (n. 1906)
- 1992 - Luigi Marchisio, ciclista su strada italiano (n. 1909)
- 1992 - Enzo Matteucci, calciatore e allenatore di calcio italiano (n. 1933)
- 1993 - Joe DeRita, attore e comico statunitense (n. 1909)
- 1993 - Don Drysdale, giocatore di baseball statunitense (n. 1936)
- 1994 - Lew Hoad, tennista australiano (n. 1934)
- 1994 - Francesco Servetto, calciatore italiano (n. 1918)
- 1995 - Rosalia Chladek, ballerina, coreografa e insegnante ceca (n. 1905)
- 1995 - Charley Eckman, allenatore di pallacanestro e arbitro di pallacanestro statunitense (n. 1921)
- 1995 - Pancho Gonzales, tennista statunitense (n. 1928)
- 1995 - Alexander Langer, politico, saggista e giornalista italiano (n. 1946)
- 1996 - Krzysztof Beck, sollevatore polacco (n. 1930)
- 1996 - Raaj Kumar, attore indiano (n. 1926)
- 1997 - Tito Carpi, sceneggiatore italiano (n. 1925)
- 1997 - Chiquito, attore, poeta e regista filippino (n. 1928)
- 1997 - Stanley Stanczyk, sollevatore statunitense (n. 1925)
- 1998 - Enzo Bartolini, canottiere italiano (n. 1914)
- 1998 - Danielle Bunten Berry, autrice di videogiochi statunitense (n. 1949)
- 1998 - Myriam Ferretti, soprano italiano (n. 1916)
- 1998 - Billie Hughes, cantante, musicista e produttore discografico statunitense (n. 1948)
- 1998 - Bernhard Häring, teologo tedesco (n. 1912)
- 1998 - Duncan White, ostacolista e velocista singalese (n. 1918)
- 1999 - Mia Braia, cantante e compositrice rumena (n. 1911)
- 1999 - Herta Heuwer, cuoca e imprenditrice tedesca (n. 1913)
- 1999 - İbrahim Həsənbəyov, calciatore azero (n. 1969)
- 1999 - Lahoucine Ibourka, attore e comico berbero (n. 1938)
- 1999 - Frank Linskey, cestista e allenatore di pallacanestro statunitense (n. 1913)
- 1999 - Giovanni Panetta, politico italiano (n. 1956)
- 1999 - Paulo Porto, attore, regista e produttore cinematografico brasiliano (n. 1917)
- 1999 - Mark Sandman, musicista e cantautore statunitense (n. 1952)
- 1999 - Vito Sangirardi, architetto italiano (n. 1909)
- 2000 - Mario Giannini, sindacalista e politico italiano (n. 1925)
- 2000 - James Grogan, pattinatore artistico su ghiaccio statunitense (n. 1931)
- 2000 - John Hejduk, architetto statunitense (n. 1929)
- 2000 - Enric Miralles, architetto spagnolo (n. 1955)
- 2000 - Luigi Napolitano, politico e partigiano italiano (n. 1924)
- 2000 - Settimia Spizzichino, superstite dell'Olocausto italiana (n. 1921)
- 2000 - Fiorentino Sullo, politico italiano (n. 1921)
- 2000 - Kemal Sunal, attore turco (n. 1944)

## XXI secolo(124)
- 2001 - Delia Derbyshire, compositrice britannica (n. 1937)
- 2001 - Lelord Kordel, nutrizionista polacco (n. 1904)
- 2001 - Billy Liddell, calciatore scozzese (n. 1922)
- 2001 - Mordecai Richler, scrittore e sceneggiatore canadese (n. 1931)
- 2001 - Renzo Santini, politico italiano (n. 1929)
- 2001 - Paolo Silveri, baritono italiano (n. 1913)
- 2002 - Michel Henry, filosofo francese (n. 1922)
- 2003 - Jurij Ščekočichin, giornalista e scrittore sovietico (n. 1950)
- 2004 - Vivianna Bülow-Hübe, designer svedese (n. 1927)
- 2004 - Andrijan Grigor'evič Nikolaev, cosmonauta sovietico (n. 1929)
- 2005 - Alberto Lattuada, regista, sceneggiatore e attore italiano (n. 1914)
- 2005 - Gaylord Nelson, politico e ambientalista statunitense (n. 1916)
- 2005 - Harrison Young, attore statunitense (n. 1930)
- 2006 - Roberto Bozzetti, disc jockey e musicista italiano (n. 1954)
- 2006 - Piermario Ciani, artista, fotografo e grafico italiano (n. 1951)
- 2006 - Tullio Contiero, presbitero italiano (n. 1929)
- 2006 - Dick Dickey, cestista statunitense (n. 1926)
- 2006 - Captain Haggerty, attore statunitense (n. 1931)
- 2006 - Benjamin Hendrickson, attore statunitense (n. 1950)
- 2006 - Lorraine Hunt Lieberson, mezzosoprano statunitense (n. 1954)
- 2006 - Michele Seffer, musicista e compositore italiano (n. 1950)
- 2007 - Felix Gerritzen, calciatore tedesco (n. 1927)
- 2007 - Altamante Logli, poeta italiano (n. 1921)
- 2007 - Claude Pompidou, first lady francese (n. 1912)
- 2007 - Boots Randolph, sassofonista e compositore statunitense (n. 1927)
- 2008 - Michel Mehech, cestista cileno (n. 1914)
- 2008 - Luigi Scarascia, allenatore di calcio e calciatore italiano (n. 1928)
- 2009 - John Keel, ufologo, giornalista e scrittore statunitense (n. 1930)
- 2009 - Pio Scilligo, presbitero, psicologo e psicoterapeuta italiano (n. 1928)
- 2010 - Herbert Erhardt, allenatore di calcio e calciatore tedesco (n. 1930)
- 2010 - Gepy & Gepy, cantante, compositore e produttore discografico italiano (n. 1943)
- 2010 - Sérgio Klein, scrittore e poeta brasiliano (n. 1963)
- 2010 - Mohammed Daoud Oudeh, terrorista palestinese (n. 1937)
- 2010 - Giorgio Piazza, attore, doppiatore e direttore del doppiaggio italiano (n. 1925)
- 2011 - Anna Massey, attrice britannica (n. 1937)
- 2012 - Salvatore Cucuzza Silvestri, vulcanologo italiano (n. 1923)
- 2012 - Andy Griffith, attore, regista e produttore televisivo statunitense (n. 1926)
- 2012 - Laura Grimaldi, scrittrice e traduttrice italiana (n. 1928)
- 2012 - Walter Mauro, critico letterario italiano (n. 1925)
- 2012 - Sergio Pininfarina, imprenditore, carrozziere e designer italiano (n. 1926)
- 2012 - Richard A. Tonry, politico statunitense (n. 1935)
- 2013 - Frank Morriss, montatore statunitense (n. 1927)
- 2013 - Maria Pasquinelli, attivista italiana (n. 1913)
- 2013 - Radu Vasile, politico, storico e poeta rumeno (n. 1942)
- 2014 - Germano Bulgarelli, politico italiano (n. 1932)
- 2014 - Volkmar Groß, calciatore tedesco (n. 1948)
- 2014 - Georges Le Rider, storico, numismatico e bibliotecario francese (n. 1928)
- 2014 - Vitaliano Temellin, calciatore italiano (n. 1937)
- 2015 - Lauren Brice, attrice pornografica statunitense (n. 1962)
- 2015 - Diana Douglas, attrice britannica (n. 1923)
- 2015 - Goran Gogić, calciatore serbo (n. 1986)
- 2015 - Sergio Pezzati, politico italiano (n. 1931)
- 2015 - Luca Scacchetti, architetto, designer e teorico dell'architettura italiano (n. 1952)
- 2015 - Jacques Sernas, attore lituano (n. 1925)
- 2015 - Eto Soldani, calciatore italiano (n. 1922)
- 2015 - Eleonora Vincenti, filologa italiana (n. 1928)
- 2016 - John Michael Beaumont, britannico (n. 1927)
- 2016 - Jimmy Frizzell, allenatore di calcio e calciatore scozzese (n. 1937)
- 2016 - Marina Jarre, scrittrice e drammaturga italiana (n. 1925)
- 2016 - Noel Neill, attrice statunitense (n. 1920)
- 2016 - Rafael Prado Fraguas, calciatore spagnolo (n. 1957)
- 2016 - Gianfranco Spisani, politico italiano (n. 1940)
- 2016 - Markus Werner, scrittore svizzero (n. 1944)
- 2017 - Tom Blom, conduttore radiofonico e conduttore televisivo olandese (n. 1946)
- 2017 - Manlio De Angelis, attore, doppiatore e direttore del doppiaggio italiano (n. 1935)
- 2017 - Betty Hilton, tennista britannica (n. 1920)
- 2017 - Rudy Rotta, chitarrista, cantante e compositore italiano (n. 1950)
- 2017 - Solvi Stübing, attrice, conduttrice televisiva e produttrice cinematografica tedesca (n. 1941)
- 2017 - Jean-Jacques Susini, politico francese (n. 1933)
- 2017 - Manlio Vigna, calciatore italiano (n. 1939)
- 2017 - Paolo Villaggio, attore, scrittore e comico italiano (n. 1932)
- 2018 - Hans-Georg Kiupel, calciatore tedesco orientale (n. 1934)
- 2018 - Henri Martre, dirigente d'azienda francese (n. 1928)
- 2018 - Robby Müller, direttore della fotografia olandese (n. 1940)
- 2018 - Wang Jian, imprenditore cinese (n. 1961)
- 2019 - Perro Aguayo, wrestler messicano (n. 1946)
- 2019 - Koldo Aguirre, allenatore di calcio e calciatore spagnolo (n. 1939)
- 2019 - Christopher Booker, giornalista e scrittore britannico (n. 1937)
- 2019 - Bernard Cagnac, fisico francese (n. 1931)
- 2019 - Julia Farron, ballerina britannica (n. 1922)
- 2019 - Maria Grazia Grassini, attrice italiana (n. 1937)
- 2019 - Mitsuo Itō, pilota motociclistico giapponese (n. 1937)
- 2019 - Arte Johnson, attore statunitense (n. 1929)
- 2019 - Giorgio Nebbia, ambientalista, politico e chimico italiano (n. 1926)
- 2019 - Thomas Shardelow, pistard sudafricano (n. 1931)
- 2019 - Vasco Tagliavini, calciatore, allenatore di calcio e allenatore di calcio a 5 italiano (n. 1937)
- 2020 - Earl Cameron, attore britannico (n. 1917)
- 2020 - Abraham Eidlin, cestista uruguaiano (n. 1927)
- 2020 - Saroj Khan, coreografa indiana (n. 1948)
- 2020 - Mario Lamagna, pugile italiano (n. 1941)
- 2020 - Ardico Magnini, calciatore e allenatore di calcio italiano (n. 1928)
- 2020 - Francis Nadeem, presbitero pakistano (n. 1955)
- 2020 - Bill Stricker, cestista e allenatore di pallacanestro statunitense (n. 1948)
- 2020 - Leonardo Villar, attore brasiliano (n. 1923)
- 2021 - Desmond Davis, regista britannico (n. 1926)
- 2021 - Arcángel López, calciatore argentino (n. 1938)
- 2021 - Waldemar Mühlbächer, calciatore romeno (n. 1937)
- 2021 - Ted Nash, canottiere statunitense (n. 1932)
- 2021 - Enzo Polidori, politico italiano (n. 1936)
- 2021 - Roberto Rodríguez, vescovo cattolico argentino (n. 1936)
- 2021 - Rachmawati Sukarnoputri, politica indonesiana (n. 1950)
- 2022 - Chu Miu, cantante taiwanese (n. 1981)
- 2022 - Antonio Cripezzi, cantante e tastierista italiano (n. 1946)
- 2022 - Robert Curl, chimico statunitense (n. 1933)
- 2022 - Cristina Gazzera, conduttrice televisiva, showgirl e compositrice italiana (n. 1955)
- 2022 - Lennart Hjulström, attore e regista svedese (n. 1938)
- 2022 - Gerrit Korteweg, nuotatore olandese (n. 1937)
- 2022 - Charles Wesley Turnbull, politico statunitense (n. 1935)
- 2023 - Mo Foster, bassista e compositore britannico (n. 1944)
- 2024 - Smriti Biswas, attrice indiana (n. 1924)
- 2024 - Antonio Carattino, velista italiano (n. 1923)
- 2024 - Roland Dumas, avvocato e politico francese (n. 1922)
- 2024 - Clemente Mattei, calciatore italiano (n. 1939)
- 2024 - Carlo Negroni, cestista italiano (n. 1925)
- 2024 - Nugzari Tsurtsumia, lottatore georgiano (n. 1997)
- 2024 - Maria Rita Viaggi, annunciatrice televisiva e cantautrice italiana (n. 1954)
- 2024 - Margo Walters, sciatrice alpina e dirigente sportiva statunitense (n. 1942)
- 2025 - Borja Gómez, pilota motociclistico spagnolo (n. 2005)
- 2025 - László Horváth, pentatleta ungherese (n. 1946)
- 2025 - Diogo Jota, calciatore portoghese (n. 1996)
- 2025 - Michael Madsen, attore statunitense (n. 1957)
- 2025 - Jacques Marinelli, ciclista su strada francese (n. 1925)
- 2025 - Antonio Pietrantonio, politico, dirigente pubblico e insegnante italiano (n. 1937)
- 2025 - Peter Rufai, calciatore nigeriano (n. 1963)